# 家庭の事情 おこんばんわの巻
『家庭の事情 おこんばんわの巻』（かていのじじょう おこんばんわのまき）は、1954年6月30日に東宝系で公開された日本映画。モノクロ。スタンダード。宝塚映画作品。

## 概要
トニー谷主演の『家庭の事情』シリーズ第3作。本作からスタッフが一部変更され、ヒロインの役どころも「会社のOL」から「金持ちの令嬢」へ代わった。
本作ではトニーは「科学者」という設定であり、劇中では様々な発明品が登場、そしてクライマックスでは、その発明品で悪人を退治する設定となっている。

## スタッフ
- 原作：三木鮎郎
- 脚本：大畠玉樹
- 監督：小田基義
- 撮影：藤井春美
- 音楽：多忠修
- 美術：西亥一郎
- 照明：田辺憲一
- 録音：森武憲

## 出演者
- 戸仁井谷吉（主人公。科学者）：トニー谷
- 金田秋子：毬るい子
- 袋小路赤麿（元華族）：有木三太
- 金田銀三（秋子の父）：並木一路
- 金田銭子（秋子の母）：初音麗子
- 金田早苗（秋子の妹）：島はるみ
- 大村：谷晃

## 主題歌
『（曲目不明）』
- 作詞：（不明）／作曲：吉田正／編曲：多忠修／歌：トニー谷
- 『馬鹿ぢゃなかろか』の歌詞変え版。

## 同時上映
『やくざ囃子』
- 原作：村上元三／脚本：松浦健郎、マキノ雅弘／監督：マキノ雅弘／主演：鶴田浩二

## 参考資料
- キネマ旬報